# Giácomo Di Giorgi
Giacomo Di Giorgi (Acarigua, 24 de fevereiro de 1981) é um futebolista profissional venezuelano que atua como meio-campo. Atualmente está no Caracas FC da Venezuela.

## Carreira
Giacomo Di Giorgi fez parte do elenco da Seleção Venezuelana de Futebol da Copa América de 2011.